# Liste von Persönlichkeiten der Stadt Neumarkt in der Oberpfalz
Die folgende Liste führt Persönlichkeiten auf, die mit der Stadt Neumarkt in der Oberpfalz in enger Verbindung stehen.

## Ehrenbürger
Folgende Personen waren oder sind Ehrenbürger der Stadt Neumarkt (Auswahl):
- Franz Seraph Schweninger (1816–1891), Amtsarzt des Landgerichtsbezirks Neumarkt
- Joseph Weißenfeld (1848–1915), Bürgermeister und Abgeordneter in der bayerischen Abgeordnetenkammer
- Karl Speier  (1861–1941), Apotheker
- Paul Otto Pfleiderer (1880–1960), Unternehmer
- Ludwig von Gemmingen-Hornberg (1901–1978), Schlossherr
- Theo Betz (1907–1996), Oberbürgermeister
- Willi Gebhard (1923–2013), Bürgermeister
- Kurt Romstöck (1925–2017), Oberbürgermeister
- Kaspar Hirschbeck (1928–2020), Pfarrer von St. Johannes, Förderer der kirchlichen Kunst und Kultur in der Stadt[1]
- Emil Silberhorn (1934–2018), Bürgermeister
- Herbert Fischer (1940–2019), Mitglied des Bayerischen Landtages und langjähriger Festreferent
- Leokadia und Johann Donauer (Gründer der Donauer-Stiftung, die unter anderem den Kindergarten Heubrücke und eine Erweiterung des Klinikums finanzierte)[2]
- Alois Karl (Mitglied des Bundestages und Alt-Oberbürgermeister)
- Arnold Graf (ehemaliger Bürgermeister)
- Monsignore Richard Distler (ehemaliger Pfarrer der Hofkirche „Zu Unserer Lieben Frau“ und Dekan des Dekanats Neumarkt)[3]
- Ernst-Herbert Pfleiderer (Unternehmer und Kunst-Mäzen)[4]
- Thomas Thumann (Alt-Oberbürgermeister)[5]

Immer wieder wird angesprochen, dass die Stadtverwaltung sich nicht von der Verleihung der Ehrenbürgerwürde an Adolf Hitler im Dritten Reich distanziert bzw. ihm diese offiziell wieder aberkennt. Begründet wird diese Zurückhaltung damit, dass die Ehrenbürgerwürde in Bayern mit dem Tode automatisch erlischt.

## Söhne und Töchter der Stadt
Die Liste enthält eine chronologische Übersicht bedeutender, im heutigen Neumarkt in der Oberpfalz geborener Persönlichkeiten. Ob die Personen ihren späteren Wirkungskreis in Neumarkt hatten oder nicht, ist dabei unerheblich. Viele sind nach ihrer Geburt weggezogen und andernorts bekannt geworden. Die Liste erhebt keinen Anspruch auf Vollständigkeit.

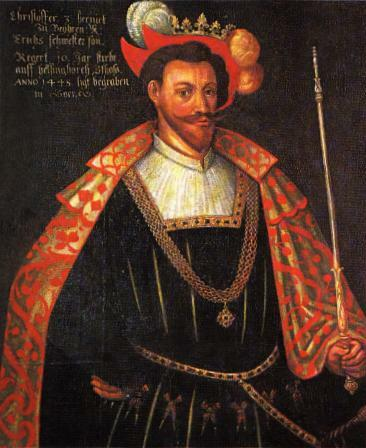
Christoph III. von Dänemark

- Christoph III. (1416–1448), König von Dänemark, Norwegen und Schweden
- Otto II. von Pfalz-Neumarkt (1435–1499), Pfalzgraf, Brautführer bei der „Landshuter Hochzeit“, Astronom und Mathematiker
- Hans Pötzlinger (≈1535–1603), Bildhauer der Renaissance
- Hartmann Schopper (1542 – n. 1595), humanistischer Dichter
- Caspar Schoppe (1576–1649), Publizist der Gegenreformation
- Johann Conrad Rhumel (1597–1661), Doktor der Arzneikunst, Feldscher und Arzt zu Nürnberg
- Johann Pharamund Rhumel (≈1598 – n. 1638), Arzt, Mathematiker und Alchemist
- Albert Hausner (1647–1710), Abt der Zisterzienserabtei Waldsassen
- Wolfgang Martin Gabriel von Fischer (1676–1740), Arzt und Alchemist
- Johann Joseph Ildephons Michl (1708–1770), Komponist, Domkapellmeister, Geiger
- Egid Löwenkron Barthscherer (Bartscherer) (1730–1799), Abt (Ordensname Aegidius), Professor der Philosophie und Theologie
- Joseph Willibald Michl (1745–1816), Komponist, Kontrabassist, Musikverleger[6]
- Veit Jung, der sogenannte „Torschmied“, bewahrte die Stadt vor der Zerstörung durch österreichischen Truppen
- Eugen Pausch (1758–1838), Kirchenmusiker, Komponist und Ordensgeistlicher
- Martin Schrettinger (1772–1851), Bibliothekswissenschaftler
- Johann Baptist Fuchs (1799–1867), römisch-katholischer Geistlicher und Politiker
- Michael Glossner (1837–1909), katholischer Theologe, Subregens in Regensburg, Vertreter der Neuscholastik
- Joseph Goldschmidt (1841–1896), Unternehmer und Mitbegründer der Express-Fahrradwerke AG, der ersten Fahrradfabrik auf dem europäischen Kontinent
- Theodor Faigl (1860–?), Verwaltungsjurist und Bezirksamtmann in Mainburg und Weilheim
- Lorenz Hiltner (1862–1923), Agrarwissenschaftler und Direktor der kgl. bayerischen Agrikulturbotanischen Anstalt
- Wilhelm Salb (1864–1934), Verwaltungsjurist und Bezirksoberamtmann in Cham
- Hermann Walter (1866 – nach 1931), Politiker
- Dietrich Eckart (1868–1923), Dichter, Ideengeber Adolf Hitlers, Herausgeber des Völkischen Beobachters
- Max Feldbauer (1869–1948), Maler
- Wilhelm Kirchbauer (1875–1936), Architekt
- Ernst Hierl (1880–1981), Sozialdemokrat, expressionistischer Literat und Reformpädagoge.
- Johann Baptist Kurz (1881–1968), katholischer Priester, Heimatforscher zu Wolfram von Eschenbach und Stiftskanonikus in Regensburg, Ehrenbürger der Stadt Wolframs-Eschenbach
- August Loschge (1881–1965), Maschinenbauingenieur und Hochschullehrer
- Albert Reich (1881–1942), Maler
- August Rinaldi (1883–1962), Filmarchitekt
- Michael Rackl (1883–1948), Bischof von Eichstätt
- Käthe Dorsch (1890–1957), Schauspielerin
- Karl Durst (1892–1949), Jurist und Ministerialbeamter
- Gerhard Scherer (1892–1944), Mönch
- Ludwig Ott (1906–1985), katholischer Theologieprofessor, Dogmatiker und Mediävist
- Theo Betz (1907–1996), Oberbürgermeister a. D., Förderer des Wiederaufbaus, Träger des Bundesverdienstkreuzes
- Martin Albert (1909–1991), Politiker, ehemaliges Mitglied des Bayerischen Landtags
- Heinrich Weber (1923–2010), Ringer, Olympiateilnehmer
- Kurt Romstöck (1925–2017), Oberbürgermeister von Neumarkt in der Oberpfalz
- Franz Xaver Gärtner (1925–1989), Architekt
- Margret Hölle (1927–2023), Lyrikerin
- Fritz Josef Haubner (* 1937), Künstler der Art brut
- Adolf Beck (1938–2009), Politiker, ehemaliges Mitglied des Bayerischen Landtags
- Alfons Dürr (* 1938), Maler
- Herbert Fischer (1940–2019), Stadtrat und Festreferent sowie 1990–2008 Mitglied des Bayerischen Landtags
- Hans G. Huber (1942–2014), Unternehmer, Träger des Bundesverdienstkreuzes am Bande
- Alois Karl (* 1950), Oberbürgermeister a. D., seit 2005 Bundestagsabgeordneter
- Karl-Heinz Radschinsky (* 1953), Gewichtheber
- Rudolf Hierl (* 1958), Architekt
- Mark Bender (* 1959), Sänger, Songwriter und Musikproduzent
- Harry Meyer (* 1960), Maler
- Frieder Weiss (* 1960), Ingenieur, Künstler, Projektionsdesigner und Hochschullehrer
- Peter-Maria Anselstetter (* 1961), Schauspieler und Regisseur, künstlerischer Leiter des Theater Courage in Essen
- Lizzy Aumeier (1964–2024), Musikkabarettistin und Kontrabassistin
- Christian Rieger (* 1964), Sänger (Bariton)
- Roland Seitz (* 1964), Fußballspieler und -trainer
- Stefan Körner (* 1968), Politiker (PIRATEN)
- Christian Wonka (* 1969), Koch
- Birgit Lutz (* 1974), Schriftstellerin und Expeditionsleiterin
- Marius Schwemmer (* 1977), Kirchenmusiker
- Oliver Himmler, Ökonom und Hochschullehrer
- Bernd Rosinger (* 1989), Fußballspieler
- Oğuz Yılmaz (* 1991), Mitglied des Comedytrios Y-Titty
- Carina Dengler (* 1994), Schauspielerin und Sängerin
- Bastian Fuchs (* 1994), Kirchenmusiker
- Luisa Guttenberger (* 1998), Fußballspielerin
- Laura Kuske (* 2001), Handballspielerin

## Weitere Persönlichkeiten, die mit der Stadt in Verbindung stehen
- Eppelein von Gailingen (≈1320–1381), fränkischer Raubritter, wurde am 15. Mai 1381 in Neumarkt durch das Rad hingerichtet. Die damals entstandenen Kosten für die Hinrichtung wurden erst 1998 anlässlich der Landesgartenschau in Neumarkt durch die Stadt Nürnberg mit symbolischen Schokoladen-Talern beglichen
- Johann von Pfalz-Neumarkt (1383–1443), Pfalzgraf in Neumarkt, bedeutender Baumeister der Stadt, kämpfte mehrmals gegen die Hussiten
- Friedrich II. von der Pfalz (1482–1556), Pfalzgraf in Neumarkt und später Kurfürst von der Pfalz, errichtete das Pfalzgrafenschloss in seiner heutigen Form
- Wolfgang von der Pfalz (1494–1558), Statthalter der Oberpfalz
- Michael Ostendorfer (1490 oder 1494–1559), Maler und Zeichner, Hofmaler unter Pfalzgraf Friedrich II.
- Dorothea von der Pfalz (1520–1580), Kurfürstin und Frau Friedrichs II., widersetzte sich bis zu ihrem Tod der Reformation
- Christian von Hohenlohe-Waldenburg-Bartenstein (1627–1675), Statthalter in Neumarkt und Mitglied der Fruchtbringenden Gesellschaft
- Gustav Adolf Pfleiderer (1845–1896), gründete 1894 die Firma Pfleiderer, die 1919 in Neumarkt ein Sägewerk übernahm und 1944 die Leitung des Konzerns hierher verlegte
- Anna Stephan, mit 111 Jahren (1892–2003) eine der ältesten Frauen Deutschlands
- Fritz Weithas (1921–2007), Gründer der Fritz-Weithas-Sternwarte auf dem Mariahilfberg, Träger des Verdienstkreuzes am Bande
- Ludwig von Gemmingen-Hornberg (1901–1978), von 1937 bis 1950 Schlossherr in Woffenbach, von 1956 bis 1964 zweiter Bürgermeister von Woffenbach, Ehrenbürger von Neumarkt
- Lothar Fischer (1933–2004), aufgewachsen in Neumarkt, bedeutender Bildhauer der Nachkriegszeit, Mitbegründer der Künstlergruppe Spur
- Wolfgang Müller (1953–2023), Gymnasiallehrer für Musik, Orchesterleiter, Pianist, Komponist
- Prälat Christoph Kühn (* 1963), früher Kaplan in der Pfarrei St. Johannes, an verschiedenen Stationen Mitglied des diplomatischen Korps des Vatikans, u. a. in Rom und Wien, seit 1. September 2012 Domkapitular im Bistum Eichstätt